# تياغو كونا
تياغو كونا (بالبرتغالية: Thiago dos Santos Cunha‏) (25 أبريل 1985 بفولتا ريدوندا في البرازيل - ) هو لاعب كرة قدم برازيلي في مركز الهجوم. شارك مع منتخب تيمور الشرقية لكرة القدم. أما مع النوادي، فقد لعب مع أتلتيكو براغانتينو وريال مورسيا ونادي بالميراس ونادي تشونبوري ونادي غواراني وويغان أتلتيك وDesportivo Brasil ‏ ونادي تريزه ونادي فيلا نوفا وGuaratinguetá Futebol ‏ ونادي سانتا كروز ونادي بورت وNacional Atlético Clube (Patos) ‏.

## وصلات خارجية
- تياغو كونا على موقع قاعدة بيانات كرة القدم.إي يو (الإنجليزية)
- تياغو كونا على موقع Soccerway.com (الإنجليزية)
- تياغو كونا على موقع عالم كرة القدم.نت (الإنجليزية)